# Eduard Wachmann
Eduard Wachmann (Bucarest, 22 febbraio 1836 – Bucarest, 23 dicembre 1908) è stato un direttore d'orchestra, compositore e docente romeno di origine tedesca.
Era il figlio del compositore Ioan Andrei Wachmann.

## Biografia
Le prime lezioni di musica gli furono impartite da suo padre. Studiò poi a Vienna con i professori Gustav Nottebohm e Dachs, e a Parigi con Henri Reber, Antoine-François Marmontel e Michele Carafa (1787-1872).
Diresse le orchestre del Teatro Nazionale di Craiova e del Teatro Nazionale di Bucarest e fu direttore dell'Opera rumena, all'interno del Teatro Nazionale di Bucarest. Fondò la Società Filarmonica Rumena a Bucarest (1868), divenendone il direttore artistico e direttore d'orchestra. In totale, trascorse 35 anni alla direzione dell'orchestra, riuscendo a formare un nuovo pubblico interessato alla musica sinfonica.
Compose vaudeville, sinfonia corale, musica da camera, corale, Lied e musiche di scena. Tra le sue opere si ricordano un quartetto d'archi, una sonatina per pianoforte, cinque canzonette comiche per violino e vaudeville per pianoforte progettati per spettacoli come Paunasul codrilor (1857) e Spoielile Bucureștilor(1863), oltre alle musiche di scena per Despot-Vodă (Vasile Alecsandri, 1860) ed altro.
Fu professore al Conservatorio di Bucarest e poi suo direttore, dove insegnò pianoforte e armonia. Scrisse di didattica e fu collezionista di folklore, come suo padre. Pubblicò canzoni popolari con arrangiamento per pianoforte. 

## Scritti didattici
- Exerciții elementare și studii melodice pentru intonație și măsuri (1876). București
- Noțiuni generale de muzică (1877). București
- Basuri cifrate pentru studiul armoniei (1882). București